# Momina klisura
Momina klisura (bulgariska: Момина клисура) är ett distrikt i Bulgarien.   Det ligger i kommunen Obsjtina Belovo och regionen Pazardzjik, i den västra delen av landet, 80 km sydost om huvudstaden Sofia.
I omgivningarna runt Momina klisura växer i huvudsak lövfällande lövskog. Runt Momina klisura är det ganska tätbefolkat, med 62 invånare per kvadratkilometer.